# Jennifer Jason Leigh
Jennifer Jason Leigh (született: Jennifer Leigh Morrow) (Hollywood, 1962. február 5. –) Golden Globe-díjas amerikai színésznő, filmproducer.
Pályafutását televíziós szereplésekkel kezdte, majd az 1982-es Változó világ hozta el számára a szakmai áttörést. Kritikai elismeréseket szerzett Az utolsó kijárat Brooklyn felé (1989), Miami Blues (1990), Lánglovagok (1991), az Egyedülálló nő megosztaná (1992) és Rövidre vágva (1993) című filmjeivel. 1994-ben a Mrs. Parker és az ördögi kör című filmben Dorothy Parkert játszotta, mellyel megszerezte első Golden Globe-jelölését. 
2001-ben Alan Cumminggal közösen írta és rendezte meg a Jóban-rosszban című vígjáték-drámát. A 2000-es évek folyamán feltűnt még A kárhozat útja (2002) és a Margot az esküvőn (2007) című filmekben, 2015-ben az Anomalisa szinkronszínészeként méltatták alakítását. Ugyanebben az évben Quentin Tarantino Aljas nyolcas című rendezésében szerepelt: Daisy Domergue megformálásával női mellékszereplőként Oscar- és Golden Globe-díjakra jelölték. 2018-ban az Expedíció, 2020-ban a Gyilkos tudat című filmekben vállalt szerepléseket.
2009 és 2012 között a Nancy ül a fűben című televíziós sorozatban visszatérő szerepben láthatták a nézők. 2017-től 2021-ig a Netflixen sugárzott Több, mint normális főszereplője volt.

## Fiatalkora és családja
Jennifer Jason Leigh Los Angelesben született 1962. február 5-én Vic Morrow színész és Barbara Turner forgatókönyvíró gyermekeként.
Tanulmányait a Lee Strasberg Intézetben végezte el.

## Magánélete
2005-ben ment feleségül Noah Baumbach filmrendezőhöz. Egy gyermekük született, házasságuk 2013-ban válással ért véget.

## Filmográfia

### Film
| Év   | Magyar cím                      | Eredeti cím                           | Szerep                             | Magyar hang       |
| ---- | ------------------------------- | ------------------------------------- | ---------------------------------- | ----------------- |
| 1981 | Aki mindent lát                 | Eyes of a Stranger                    | Tracy Harris                       |                   |
| 1982 | Gyilkos optika                  | Wrong Is Right                        | fiatal lány                        | Csellár Réka      |
| 1982 | Változó világ                   | Fast Times at Ridgemont High          | Stacy Hamilton                     | Roatis Andrea     |
| 1983 | Örökkön örökség                 | Easy Money                            | Allison Capuletti                  | Dudás Eszter      |
| 1984 |                                 | Grandview, U.S.A.                     | Candy Webster                      |                   |
| 1985 | Hús és vér                      | Flesh and Blood                       | Agnes                              | Hámori Eszter     |
| 1985 | Hús és vér                      | Flesh and Blood                       | Agnes                              | Major Melinda     |
| 1985 | Hús és vér                      | Flesh and Blood                       | Agnes                              | Csifó Dorina      |
| 1986 | Az országút fantomja            | The Hitcher                           | Nash                               | Götz Anna         |
| 1986 | Férfiak klubja                  | The Men's Club                        | Teensy                             |                   |
| 1987 |                                 | Sister, Sister                        | Lucy Bonnard                       |                   |
| 1987 |                                 | Under Cover                           | Tanille Lareoux                    |                   |
| 1988 | Titok a falak mögött            | Heart of Midnight                     | Carol Rivers                       | Orosz Helga       |
| 1989 | A nagy film                     | The Big Picture                       | Lydia Johnson                      |                   |
| 1989 | Az utolsó kijárat Brooklyn felé | Last Exit to Brooklyn                 | Tralala                            | Kiss Erika        |
| 1990 | Miami Blues                     | Miami Blues                           | Susie Waggoner                     | Farkasinszky Edit |
| 1990 | Miami Blues                     | Miami Blues                           | Susie Waggoner                     | Molnár Ilona      |
| 1991 | Lánglovagok                     | Backdraft                             | Jennifer Vaitkus                   | Kiss Erika        |
| 1991 | Elveszett szívek                | Crooked Hearts                        | Marriet Hoffman                    |                   |
| 1991 | Drog                            | Rush                                  | Kristen Cates                      | Nyírő Beáta       |
| 1992 | Egyedülálló nő megosztaná       | Single White Female                   | Hedra 'Hedy' Carlson / Ellen Besch | Jani Ildikó       |
| 1992 | Egyedülálló nő megosztaná       | Single White Female                   | Hedra 'Hedy' Carlson / Ellen Besch | Tóth Ildikó       |
| 1993 | Rövidre vágva                   | Short Cuts                            | Lois Kaiser                        | Spilák Klára      |
| 1994 | A nagy ugrás                    | The Hudsucker Proxy                   | Amy Archer                         | Pap Vera          |
| 1994 | A nagy ugrás                    | The Hudsucker Proxy                   | Amy Archer                         | Kiss Erika        |
| 1994 | A nagy ugrás                    | The Hudsucker Proxy                   | Amy Archer                         | Hámori Eszter     |
| 1994 | Mrs. Parker és az ördögi kör    | Mrs. Parker and the Vicious Circle    | Dorothy Parker                     | Pap Vera          |
| 1995 | Dolores Claiborne               | Dolores Claiborne                     | Selena St. George                  | Major Melinda     |
| 1995 | Georgia                         | Georgia                               | Sadie Flood                        | Murányi Tünde     |
| 1995 | Georgia                         | Georgia                               | Sadie Flood                        | Haffner Anikó     |
| 1996 | Kansas City                     | Kansas City                           | Blondie O'Hara                     | Kiss Eszter       |
| 1996 | Kansas City                     | Kansas City                           | Blondie O'Hara                     | Oroszlán Szonja   |
| 1996 |                                 | Bastard Out of Carolina               | Anney Boatwright                   |                   |
| 1997 | Washington Square               | Washington Square                     | Catherine Sloper                   | Solecki Janka     |
| 1997 | Ezer hold                       | A Thousand Acres                      | Caroline Cook                      | Györgyi Anna      |
| 1999 | EXistenZ – Az élet játék        | eXistenZ                              | Allegra Geller                     | Timkó Eszter      |
| 2000 | A király él                     | The King Is Alive                     | Gina                               | F. Nagy Erika     |
| 2000 | Családi tótágas                 | Skipped Parts                         | Lydia Callahan                     |                   |
| 2001 | Jóban-rosszban                  | The Anniversary Party                 | Sally Therrian                     | Bíró Kriszta      |
| 2001 | Gyors menet                     | The Quickie                           | Lisa                               |                   |
| 2002 | Hé, Arnold! – A film            | Hey Arnold!: The Movie                | Bridget (hangja)                   |                   |
| 2002 | A kárhozat útja                 | Road to Perdition                     | Annie Sullivan                     | Orosz Anna        |
| 2003 | Nyílt seb                       | In the Cut                            | Pauline                            | Murányi Tünde     |
| 2004 | A gépész                        | The Machinist                         | Stevie                             | Solecki Janka     |
| 2004 | Palindrómák                     | Palindromes                           | Mark Aviva                         |                   |
| 2004 |                                 | Childstar                             | Suzanne                            |                   |
| 2005 | A fiók                          | The Jacket                            | Dr. Beth Lorenson                  | Pálfi Kata        |
| 2005 |                                 | Rag Tale                              | Mary Josephine Morton              |                   |
| 2007 | Margot az esküvőn               | Margot at the Wedding                 | Pauline                            | Bertalan Ágnes    |
| 2008 | Kis-nagy világ                  | Synecdoche, New York                  | Maria                              |                   |
| 2010 | Greenberg                       | Greenberg                             | Beth                               | Kiss Eszter       |
| 2013 | Az élet habzsolva jó            | The Spectacular Now                   | Sara                               | Roatis Andrea     |
| 2013 | Öld meg kedveseid               | Kill Your Darlings                    | Naomi Ginsberg                     | Hámori Eszter     |
| 2013 |                                 | The Moment                            | Lee                                |                   |
| 2013 | Gyűlölet, barátság              | Hateship, Loveship                    | Chloe                              | Hámori Eszter     |
| 2013 | Jake a négyzeten                | Jake Squared                          | Sheryl                             |                   |
| 2014 | Üdv a világomban!               | Welcome to Me                         | Deb Moseley                        | Hámori Eszter     |
| 2015 | Anomalisa                       | Anomalisa                             | Lisa (hangja)                      | Szilágyi Csenge   |
| 2015 | Aljas nyolcas                   | The Hateful Eight                     | Daisy Domergue                     | Murányi Tünde     |
| 2016 | Morgan                          | Morgan                                | Dr. Kathy Grieff                   | Ősi Ildikó        |
| 2016 | LBJ – Az elnök                  | LBJ                                   | Lady Bird Johnson                  |                   |
| 2017 | Jólét                           | Good Time                             | Corey                              |                   |
| 2017 | Amityville: Az ébredés          | Amityville: The Awakening             | Joan Walker                        | Pápai Erika       |
| 2018 | Expedíció                       | Annihilation                          | Dr. Ventress                       |                   |
| 2018 | A kokainkölyök                  | White Boy Rick                        | Alex Snyder FBI-ügynök             | Murányi Tünde     |
| 2019 |                                 | QT8: The First Eight (dokumentumfilm) | önmaga                             |                   |
| 2020 | Gyilkos tudat                   | Possessor                             | Girder                             | Csere Ágnes       |
| 2021 | Nő az ablakban                  | The Woman in the Window               | Jane Russell                       | Hámori Eszter     |
| 2021 | Ébrenlét                        | Awake                                 | Murphy                             | Hegyi Barbara     |
| 2022 | Késői virágzás                  | Sharp Stick                           | Marilyn                            | Hámori Eszter     |
| 2023 |                                 | Poolman                               | Susan                              |                   |
| 2025 | Mindig eljön az éj              | Night Always Comes                    | Doreen                             | Murányi Tünde     |

## Fontosabb díjak, jelölések
MTV Movie Awards
- 1993 díj: Egyedülálló nő megosztaná

New York-i filmkritikusok díja
- 1995 díj: legjobb színésznő (Georgia)
- 1994 jelölés: legjobb színésznő (Mrs. Parker and the Vicious Circle)
- 1993 jelölés: legjobb mellékszereplő (Rövidre vágva)
- 1990 díj: legjobb színésznő (Miami Blues)
- 1990 díj: legjobb színésznő (Utolsó kijárat Brooklyn felé)

Film Independent Spirit Awards
- 2009 díj: Robert Altman-díj (Kis-nagy világ)

Oscar-díj
- 2016 jelölés: legjobb női mellékszereplő (Aljas nyolcas)

Golden Globe-díj
- 2016 jelölés: legjobb női mellékszereplő (Aljas nyolcas)
- 1995 jelölés: Golden Globe-díj a legjobb női főszereplőnek – filmdráma (Mrs. Parker and the Vicious Circle)
- 1994 díj: különdíj (Rövidre vágva)

BAFTA-díj
- 2016 jelölés: legjobb női mellékszereplő (Aljas nyolcas)

## Fordítás
- Ez a szócikk részben vagy egészben  a   Jennifer Jason Leigh című angol Wikipédia-szócikk fordításán alapul.  Az eredeti cikk szerkesztőit annak laptörténete sorolja fel. Ez a jelzés csupán a megfogalmazás eredetét és a szerzői jogokat jelzi, nem szolgál a cikkben szereplő információk forrásmegjelöléseként.